# Confine tra Eritrea e Gibuti
Il confine tra l'Eritrea e Gibuti si estende per circa 90 chilometri tra Ras Douméra sul Mar Rosso e il punto di congiunzione formato dai confini di Etiopia, Eritrea e Gibuti sulla sommità del Moussa Ali.

## Storia
Il punto costiero fissato tra Francia e Italia nel 1891 a Douméra, venne confermato da un protocollo firmato a Roma il 24 gennaio 1900 tra il ministro degli Esteri Emilio Visconti-Venosta e l'ambasciatore francese Camille Barrère. Prevedeva una linea tra Douméra e un punto da determinare posto a 60 km dalla costa. 
Una delimitazione sul terreno nel febbraio-marzo 1901 fissò questo limite occidentale a Dadda'to il 7 marzo. L'accordo di delimitazione finale fu firmato a Roma il 10 luglio 1901 da Giulio Prinetti e Camille Barrère.
Nel 1949 la Gran Bretagna, che amministrava l'Eritrea conquistata dall'Italia, non inviò alcun delegato a un vertice organizzato per la fissazione del punto di congiunzione settentrionale di questo confine, noto anche come “Adgueno-Garci”. Pertanto rimase indeterminato. La parte occidentale del confine venne delimitata nel 1954-1955, al termine della definizione del confine tra l'Etiopia e Gibuti, tra il monte Moussa 'Ali e Gouagouya.
Durante le trattative sul confine franco-etiope del 1954-1955, l'Etiopia si rifiutò di delimitare la parte ad est di Gouagouya, ritenendo che ricadeva sotto l'Eritrea, e quindi che il triplice confine si trovava a Gouagouya o Dada'to. Questa è stata la posizione che ha difeso ancora nei primi anni 2000.

### Conflitto eritreo-gibutiano del 2008
L'Eritrea e Gibuti si sono scontrati più volte nella regione di confine intorno a Ras Douméra, l'ultima volta nel 2008.